# پوروشسب
پوروشَسْپ به معنای «پاسدار پیروز» یا «قهرمان سپاه» است
پوروش = پیروز
و 
اسپا = بپا ؛ مراقب ؛ پاسدار و پاسبان.
او پدر زرتشت است. او پسر پتیریترسپ بزرگ خاندان اسپیتمان بوده‌ است.
بنا به سنت، پوروشاسپا در زمان پادشاهی کاوی آرواتاسپا زندگی می کرد و یک شمن جن گیر بود. خانه او بر روی رودخانه درجه قرار داشت. پوروشاسپا با دختری به نام دوغدو ازدواج کرد. پس از یک سری اتفاقات معجزه آسا در مورد لقاح آنها، آنها خانواده زرتشت پیامبر آینده شدند.